# (1358) Gaika
(1358) Gaika ist ein Asteroid des Hauptgürtels, der am 21. Juli 1935 vom südafrikanischen Astronomen Cyril V. Jackson in Johannesburg entdeckt wurde.
Der Asteroid ist nach dem Xhosa-Herrscher Ngqika (Gaika), der im 19. Jahrhundert lebte, benannt.